# ريستار
ريستار (بالإنجليزية:Ristar) لعبة فيديو من تطوير سونيك تيم ونشر سيجا تم طرحها في الأسواق لأول مره في 16 فبراير 1995 في أمريكا الشمالية وفي 17 فبراير 1995 في اليابان وفي اوروبا في 18 فبراير 1995 وتعمل اللعبة على جهاز سيجا ميجا درايف.

## روابط خارجية
- ريستار على موبي غيمز